# Апуанские Альпы
Апуанские Альпы (итал. Alpi Apuane) — горный хребет в Италии, в северной Тоскане. Часть системы Апеннинских гор.
Апуанские Альпы сформировались в середине триасового периода, несколько раньше, чем остальная часть Апеннин. Здесь широко распространены карстовые формы рельефа, а также мраморные скалы (знаменитый каррарский мрамор, который считается одним из ценнейших сортов в мире).
Высшая точка хребта — пик Монте-Пизанино (1946 м).